# Pampita
Ana Carolina Ardohain (General Acha, 17 de enero de 1978), conocida artísticamente como Pampita, es una modelo y conductora argentina. 
El apodo por el cual es conocida, deriva tanto del hecho de ser nativa de la provincia de La Pampa como de un personaje de historieta creado por Horacio Altuna a fines de los años setenta.

## Biografía

### Inicios
Hija de padre argentino y madre brasileña, Carolina nació y vivió hasta los 16 años en distintas localidades de la provincia de La Pampa. Nació en la ciudad de General Acha y vivió toda su infancia en el pueblo de Doblas. Posteriormente, se trasladó a la ciudad de Santa Rosa. En esta ciudad practicó ballet clásico durante 9 años. Desafortunadamente, no logró ingresar al cuerpo de ballet del Teatro Colón, lo cual no fue un impedimento para la carrera que vendría después. En 1994 fue elegida Reina Provincial del Trigo y Reina Nacional del Estudiante en la provincia de Jujuy en la Fiesta Nacional de los Estudiantes. Allí conoció a Sebastián Vivona, gerente de la firma de indumentaria Kosiuko, quien la recibió en Buenos Aires e impulsó su carrera naciente al presentarle a Pancho Dotto.

### Como modelo
En la ciudad de Buenos Aires comenzó trabajando en un local de bowling, alternando dicho trabajo con el de promotora de eventos. Tiempo después trabajó como vendedora en distintos locales de ropa, hasta que quedó seleccionada para trabajar como modelo en un casting para la marca John Cook de la que trabajaba como vendedora en un centro de compras de la ciudad de Buenos Aires.
En la actualidad es considerada una top model, contando con más de 190 portadas de revistas. Fue rostro de marcas como Citroën y Bata.

### Televisión y cine
Debutó en televisión en 2000, como notera en el programa conducido por María Vázquez, El Rayo. En la Copa Mundial de la FIFA Corea del Sur-Japón 2002, Carolina fue elegida "madrina" de la Selección nacional de fútbol de Argentina. Durante 2002 y 2003 participó en el programa de la Televisión Española El Show de Flo.
Incursionó como actriz en la telenovela argentina de Cris Morena Rebelde Way en (2002) y es elegida para campañas de marcas como Honda y Coca Cola.
En febrero de 2004 fue jurado y Reina del Festival Internacional de la Canción de Viña del Mar, en Chile.
En 2005, actuó en la serie Doble vida y cocondujo el programa de entretenimientos Dominico, junto a Nicolás Repetto por la pantalla de El Trece.
En agosto de 2007, participó en el estelar de Televisión Nacional de Chile El baile en TVN, donde mostró toda su elegancia frente a los bailes standards y latinos, que dio a conocer el ballroom. En esta competencia Carolina obtuvo el segundo lugar por votación del público, sin embargo obtuvo el primer lugar por votaciones del jurado con 119 puntos de un total de 120 puntos, frente a los 116 de su adversario.
En 2008, participó en el concurso argentino Bailando por un sueño 2008, un mes y medio después de haber dado a luz a su segundo hijo. En diciembre del mismo año se consagró como la ganadora de dicho concurso junto a su pareja de baile Nicolás Armengol. El público la eligió frente a frente a Laura Fidalgo.
| Detalle de la participación en el Bailando 2008 | Detalle de la participación en el Bailando 2008                                                                    | Detalle de la participación en el Bailando 2008  | Detalle de la participación en el Bailando 2008 |
| Gala                                            | Canción | Resultado                                        |                                                 |
| ----------------------------------------------- | --- | ------------------------------------------------ | ----------------------------------------------- |
| Disco                                           | «Last Dance», Donna Summer                                                                                         | 32 puntos                                        |                                                 |
| Salsa                                           | «Déjate querer», Gilberto Santa Rosa                                                                               | 27 puntos                                        |                                                 |
| Rock & Roll                                     | «Jailhouse Rock», Elvis Presley                                                                                    | 32 puntos                                        |                                                 |
| Cumbia                                          | «Chiquilina», Ráfaga                                                                                               | 24 puntos                                        | Duelo: Salvados por el jurado                   |
| Axé                                             | «Dança Da Mãozinha», Axé Bahía                                                                                     | 32 puntos                                        |                                                 |
| Hip Hop                                         | «Let's Get It Started», The Black Eyed Peas                                                                        | 29 puntos                                        |                                                 |
| Cha Cha Chá                                     | «Sway», Pussycat Dolls                                                                                             | 33 puntos                                        |                                                 |
| Adagio                                          | «Carless Whisper», George Michael                                                                                  | 32 puntos                                        |                                                 |
| Lambada                                         | «Grille», Kaoma | 29 puntos                                        |                                                 |
| Reguetón                                        | «Dale Caliente», Daddy Yankee                                                                                      | 28 puntos                                        |                                                 |
| Pop Latino                                      | «Livin' la vida loca», Ricky Martin                                                                                | 33 puntos                                        |                                                 |
| Videoclip                                       | «I'm a Slave 4 U», Britney Spears                                                                                  | 36 puntos                                        |                                                 |
| Cuarteto                                        | «El Bum Bum», Mona Giménez                                                                                         | 37 puntos                                        |                                                 |
| Baile del caño                                  | «(I Can't Get No) Satisfaction», Britney Spears                                                                    | 29 puntos                                        | Duelo: Salvados por el jurado                   |
| Beat Nacional                                   | «Despeinada», Palito Ortega                                                                                        | 35 puntos                                        |                                                 |
| Árabe                                           | «Simarik», Tarkan                                                                                                  | 31 puntos                                        |                                                 |
| Adagio Latino                                   | «Entrégate», Luis Miguel                                                                                           | 35 puntos                                        |                                                 |
| Jive                                            | «Candyman», Christina Aguilera                                                                                     | 37 puntos                                        |                                                 |
| Stripdance                                      | «You Can Leave Your Hat On», Joe Cocker                                                                            | 37 puntos                                        |                                                 |
| Rock Nacional                                   | «Wadu Wadu», Virus                                                                                                 | 30 puntos                                        |                                                 |
| Aerodance                                       | «Arrasando», Thalía                                                                                                | 34 puntos                                        |                                                 |
| Merengue                                        | «A pedir su mano», Juan Luis Guerra                                                                                | 36 puntos                                        |                                                 |
| Infantil                                        | «Chindolelé», Xuxa                                                                                                 | 29 puntos                                        |                                                 |
| Jazz                                            | «Secret Love», George Michael                                                                                      | 33 puntos                                        |                                                 |
| Country                                         | «Jambalaya (On The Bayou)», John Fogerty                                                                           | 33 puntos                                        |                                                 |
| Videoclips de grandes divas                     | «Can't Get You Out Of My Head», Kylie Minogue                                                                      | 37 puntos                                        |                                                 |
| Adagio de Novelas                               | «Y que?», Paz Martínez                                                                                             | 37 puntos                                        |                                                 |
| Aquadance                                       | «Angie», Rolling Stones                                                                                            | 33 puntos                                        |                                                 |
| Bailando bajo la lluvia                         | «Enjoy the Silence», Depeche Mode                                                                                  | 38 puntos                                        |                                                 |
| Samba de Ballroom Bailando bajo la nieve        | «Magalenha», Sérgio Mendes «Dream on Black Girl (Original Sin)», INXS                                              | 60 puntos                                        | Duelo: Salvados por el jurado                   |
| Caño Recargado Pop Latino                       | «You Give Love a Bad Name», Bon Jovi «She Bangs», Ricky Martin                                                     | 64 puntos                                        | Duelo: Salvados por el jurado                   |
| Cha Cha Chá de Ballroom                         | «Falsas Esperanzas», Christina Aguilera                                                                            | Salvados por el público                          | Semifinalistas                                  |
| Semifinal                                       | «Ráfaga de Amor», Ráfaga «Simarik», Tarkan «I'm a Slave 4 U», Britney Spears «Jailhouse Rock», Elvis Presley       | 3 puntos (jurado) 4 puntos (votación telefónica) | Finalistas                                      |
| Final                                           | «Last Dance», Donna Summer «Dança Da Mãozinha», Axé Bahía «Dale Caliente», Daddy Yankee «Magalenha», Sérgio Mendes | 0 puntos (jurado) 4 puntos (votación telefónica) | 1er lugar (Desempate: 56.24%)                   |

En 2010, hizo dupla televisiva como conductora junto a Jordi Castell en el matutino Primer plano non stop en Chile.
A comienzos de 2011, Carolina realizó una pequeña participación en el jurado del programa de la televisión argentina, Soñando por bailar, en la primera semana, como reemplazo de Laura Fidalgo y fue conductora del programa de moda Tendencia, en Canal 9.
Participó en el Bailando por un sueño 2011 reemplazando a Rocío Guirao Díaz en el baile del caño ocupando el lugar de la misma debido a una baja por problemas de salud, en el siguiente ritmo Adagio Latino.
En 2013 fue jurado del reality show argentino Celebrity Splash de Telefe, programa conducido por Marley, junto al bailarín consagrado Maximiliano Guerra y el actor Miguel Ángel Rodríguez. En 2014 fue jurado en el ciclo Desafío fashionista Latinoamérica, emitido por la cadena Discovery Home & Health.
Durante 2015 fue la conductora del ciclo de entrevistas C-Mag, entrevistando a figuras de toda América Latina. Y a fines de ese año, fue convocada a ser jurado del Bailando por un sueño reemplazando a Moria Casán.
Hasta diciembre de 2017 fue jurado de dicho reality, siendo jurado titular. A partir de junio de ese mismo año, condujo el magazine Pampita Online, en la nueva señal de cable llamada KZO Entertainment. Pampita Online se emitió en directo de lunes a viernes por Telefe en 2018 y desde 2019 es transmitido por Net TV.
En 2023 se desempeñó como jurado de Bailando. A fines de febrero de 2024 se confirmó su participación como jurado y asesora en el concurso de talentos uruguayo Veo cómo cantas, razón por la cual se estableció en Uruguay.

## Vida personal
Entre 2002 y 2004 estuvo casada con el polista Martín Barrantes.
De 2005 hasta 2015 estuvo en pareja con el actor chileno Benjamín Vicuña. Tuvieron cuatro hijos: Blanca, nacida en 2006 en Santiago de Chile, Bautista, nacido en 2008 en Buenos Aires, Beltrán, nacido en 2012 en Santiago de Chile, y Benicio, nacido en 2014 en Santiago de Chile.
A mediados de 2012, Pampita viajó junto a su familia a la Riviera Maya a pasar sus vacaciones. Al regresar a Santiago de Chile, su hija Blanca fue internada en la Clínica Las Condes por un supuesto resfrío. El cuadro clínico, sin embargo, se agravó rápidamente y la menor debió ser llevada a un coma inducido y conectada a una máquina ECMO. Se solicitaron dadores de sangre y se hizo público que el cuadro se debía aparentemente a dos bacterias. A los pocos días, Blanca sufrió un derrame cerebral y falleció el 8 de septiembre de 2012 por una neumonía hemorrágica "que no se pudo controlar". El fallecimiento de Blanca provocó gran conmoción en los medios de Argentina y Chile.
Desde 2019 hasta septiembre de 2024 estuvo casada con el político y empresario gastronómico Roberto García Moritán. Tienen una hija, Ana, nacida en 2021.
Pampita se declara como una fiel católica: "Soy muy católica y me entrego a los designios de Dios y confío que está todo escrito desde antes", inculcándole también a sus hijos los valores católicos.

## Filmografía

### Televisión
| Año                  | Título               | Título                                                   | Rol                 | Notas                                       |
| -------------------- | -------------------- | -------------------------------------------------------- | ------------------- | ------------------------------------------- |
| 2000–2001            | Bandera de Argentina | El rayo                                                  | Notera              |                                             |
| 2002                 | Bandera de Argentina | Rebelde Way                                              | Lulú                | Reparto secundario (temporada 1)            |
| 2002–2003            | Bandera de España    | El Show de Flo                                           | Coconductora        |                                             |
| 2004                 | Bandera de Chile     | XLV Festival Internacional de la Canción de Viña del Mar | Jurado              | Festival anual                              |
| 2005                 | Bandera de Argentina | Doble vida                                               | Ema                 | Reparto principal                           |
| 2005                 | Bandera de Argentina | Dominico                                                 | Coconductora        |                                             |
| 2007                 | Bandera de Chile     | El baile en TVN                                          | Participante        | Subcampeona                                 |
| 2008, 2011           | Bandera de Argentina | Showmatch: Bailando por un sueño                         | Participante        | Ganadora (5T); abandona (7T)                |
| 2010                 | Bandera de Chile     | Primer Plano Non Stop                                    | Conductora          |                                             |
| 2011                 | Bandera de Argentina | Soñando por bailar                                       | Jurado de reemplazo |                                             |
| 2011                 | Bandera de Chile     | La dieta del lagarto                                     | Jurado              |                                             |
| 2011                 | Bandera de Argentina | Tendencia                                                | Conductora          |                                             |
| 2013                 | Bandera de Chile     | Baila! Al ritmo de un sueño                              | Jurado              |                                             |
| 2013                 | Bandera de Argentina | Celebrity Splash                                         | Jurado              |                                             |
| 2014                 | Bandera de Uruguay   | Desafío Fashionista Latinoamérica                        | Jurado              |                                             |
| 2015                 | Bandera de Chile     | Familia moderna                                          | Magdalena           | Episodio: "La clave para ser un buen padre" |
| 2015                 | Bandera de Argentina | C-MAG                                                    | Conductora          |                                             |
| 2015–2019, 2023–2024 | Bandera de Argentina | Showmatch: Bailando por un sueño                         | Jurado de reemplazo | Temporada 10 y 13                           |
| 2015–2019, 2023–2024 | Bandera de Argentina | Showmatch: Bailando por un sueño                         | Jurado              | Temporada 11, 12, 14, 15,                   |
| 2017–2021            | Bandera de Argentina | Pampita Online                                           | Conductora          |                                             |
| 2018                 | Bandera de Argentina | Pampita íntima                                           | Conductora          |                                             |
| 2018                 | Bandera de Argentina | Premios Martín Fierro de Radio                           | Conductora          | Premiación anual                            |
| 2020                 | Bandera de Chile     | Viña del Mar 2020 La Previa                              | Conductora          | Festival anual                              |
| 2020                 | Bandera de Argentina | Unidos por Argentina                                     | Conductora          | Programa especial                           |
| 2021                 | Bandera de Argentina | Showmatch: La academia                                   | Jurado              |                                             |
| 2021–2022            | Bandera de Argentina | Siendo Pampita                                           | Ella misma          | Protagonista                                |
| 2021, 2022           | Bandera de Argentina | Premios Martín Fierro de Cable                           | Conductora          | Premiación anual                            |
| 2022–2023            | Bandera de Argentina | El hotel de los famosos                                  | Conductora          |                                             |
| 2023                 | Bandera de Argentina | Premios Martín Fierro Latino                             | Conductora          | Premiación anual                            |
| 2023–presente        | Bandera de Argentina | Los 8 escalones del millón                               | Jurado/Conductora   |                                             |
| 2024                 | Bandera de Uruguay   | Veo cómo cantas                                          | Jurado              |                                             |

### Cine
| Año  | Título               | Título                           | Perosanaje    | Notas                  |
| ---- | -------------------- | -------------------------------- | ------------- | ---------------------- |
| 2009 | Bandera de Chile     | Súper, todo Chile adentro        | Camila Hudson | Participación especial |
| 2017 | Bandera de Argentina | Desearás al hombre de tu hermana | Ofelia        | Protagonista           |

## Premios y nominaciones

### Premios Los más clickeados
| Año  | Categoría                          | Trabajo    | Resultado | Ref.   |
| ---- | ---------------------------------- | ---------- | --------- | ------ |
| 2016 | Famosos con Más Rating en Internet | Ella misma | Ganadora  | [ 19 ] |
| 2016 | Más Clickeado de Oro               | Ella misma | Ganadora  | [ 19 ] |
| 2017 | Famosos con Más Rating en Internet | Ella misma | Ganadora  |        |
| 2019 | Famosos con Más Rating en Internet | Ella misma | Ganadora  | [ 21 ] |
| 2019 | Más Clickeado de Oro               | Ella misma | Ganadora  | [ 21 ] |

### Premios Tato
| Año  | Categoría                         | Trabajo        | Resultado | Ref.   |
| ---- | --------------------------------- | -------------- | --------- | ------ |
| 2017 | Mejor Conducción Femenina — Cable | Pampita Online | Nominada  | [ 22 ] |

### Premios Martín Fierro
| Año  | Categoría                          | Trabajo                                                                                    | Resultado | Ref(s) |
| ---- | ---------------------------------- | ------------------------------------------------------------------------------------------ | --------- | ------ |
| 2021 | Jurado de TV                       | Showmatch La Academia (Junto a Ángel de Brito, J Mena, Guillermina Valdés y Hernán Piquín) | Nominada  | [ 23 ] |
| 2021 | Magazine                           | Pampita Online                                                                             | Nominada  | [ 23 ] |
| 2023 | Mejor labor en conducción femenina | El hotel de los famosos                                                                    | Nominada  |        |

### Premios Martín Fierro Digital
| Año  | Categoría                    | Trabajo    | Resultado | Ref.   |
| ---- | ---------------------------- | ---------- | --------- | ------ |
| 2018 | Más Interactivo en Instagram | Ella misma | Nominada  | [ 24 ] |

### Premios Martín Fierro de Cable
| Año       | Categoría                          | Trabajo        | Resultado | Ref.   |
| --------- | ---------------------------------- | -------------- | --------- | ------ |
| 2018      | Mejor Labor en Conducción Femenina | Pampita Online | Nominada  | [ 25 ] |
| 2019-2020 | Mejor Magazine                     | Pampita Online | Ganadora  | [ 26 ] |

### Premios Martín Fierro de la Moda
| Año  | Categoría                               | Trabajo                 | Resultado | Ref.   |
| ---- | --------------------------------------- | ----------------------- | --------- | ------ |
| 2019 | Mejor Estilo — Conductora de Televisión | Pampita Online          | Nominada  | [ 27 ] |
| 2019 | Mejor Look — Alfombra Roja              | Ella misma              | Ganadora  | [ 27 ] |
| 2023 | Mejor Look en conducción                | El hotel de los famosos | Ganadora  |        |
| 2023 | Trayectoria                             | Ella misma              | Otorgado  |        |